# Arthur Hay, 9. Marquess of Tweeddale

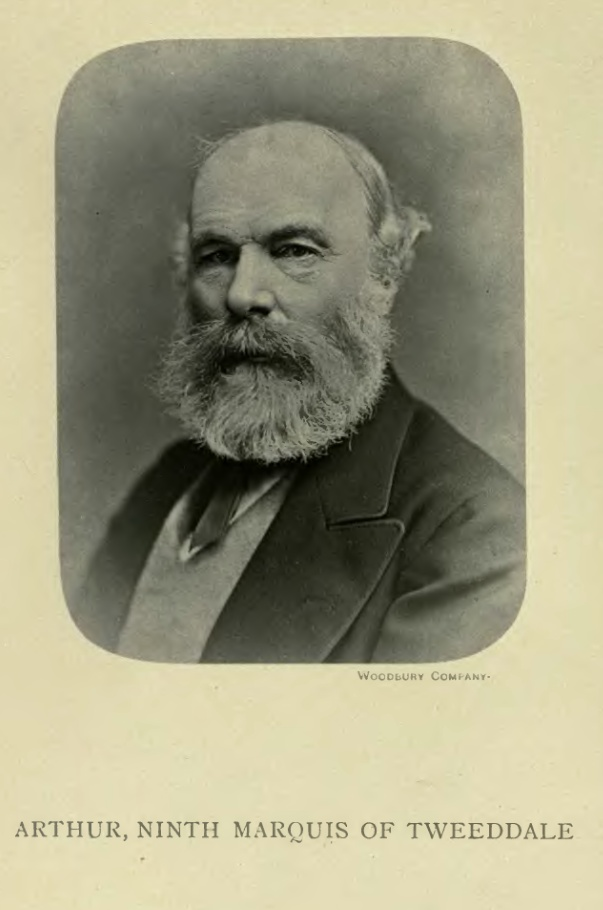
Arthur Hay, 9. Marquess of Tweeddale

Arthur Hay, 9. Marquess of Tweeddale (* 9. November 1824 in Gifford, East Lothian, Schottland; † 29. Dezember 1878 in Chislehurst, London, England) war ein schottisch-britischer Offizier und Ornithologe.

## Leben und Wirken
Tweeddale war der zweitgeborene Sohn des George Hay, 8. Marquess of Tweeddale. Als Sohn eines Marquess führte er seit Geburt die Höflichkeitsanrede Lord Arthur Hay. Seit sein älterer Bruder George Hay, Earl of Gifford 1862 kinderlos gestorben war, führte er als neuer Heir apparent seines Vaters den Höflichkeitstitel Viscount Walden. Als sein Vater schließlich im Oktober 1876 verstarb, erbte er dessen Adelstitel als Marquess of Tweeddale.
Nach seiner Schulzeit in Leipzig und Genf, trat er 1841 als Ensign und Lieutenant der Grenadier Guards in die British Army ein und war einige Zeit in Indien stationiert, wo er 1846 zum Captain, 1854 zum Lieutenant-Colonel und 1860 zum Brevet-Colonel befördert wurde. 1846 diente er im Ersten Sikh-Krieg als Adjutant Lord Hardinges und bereiste im gleichen Jahr den Himalaya. 1851 besuchte er die deutschen Staaten, Österreich und Konstantinopel.
Ab Dezember 1854 wurde er als Captain im Krimkrieg eingesetzt und erkrankte an Cholera. Nach Ende des Kriegs wurde er unter Halbsold vom Militärdienst freigestellt und reiste er über Griechenland, Italien und die Schweiz zurück nach England. Er widmete er sich fortan vorwiegend der Ornithologie. Erst 1866 wurde er reaktiviert und wurde als Lieutenant-Colonel Kommandeur des Kavallerie-Regiments der 17th Lancers, nahm aber an keinen Kampfeinsätzen mehr teil.
Am 16. Januar 1868 wurde Tweeddale zum Präsidenten der Zoological Society of London gewählt. Seine ornithologischen Aufzeichnungen wurden 1881 posthum von seinem Neffen Robert George Wardlaw Ramsay (1852–1921) veröffentlicht. 1869 wurde er zum Fellow der Royal Society of Edinburgh gewählt.
Tweeddale (in taxonomischen Auflistungen auch als Walden bezeichnet) hatte eine große Privatsammlung von Vögeln, Insekten, Reptilien und Säugetieren. Er engagierte den Naturforscher Carl Alfred Bock, der auf dem Malaiischen Archipel Tiere sammelte. Darunter waren 40 Arten, die von Tweeddale erstmals beschrieben wurden.
Im Februar 1857 heiratete er Helena Eleanora Charlotte Augusta Gräfin von Kielmansegg, die Tochter des hannoverschen Botschafters in London Adolf von Kielmansegg, die am 30. September 1871 verstarb. In zweiter Ehe heiratete er Julia Charlotte Sophia Stewart-Mackenzie (1846–1937). Da seine beiden Ehen kinderlos blieben, erbte bei seinem Tod 1878 sein Bruder William Hay seine Adelstitel.

## Dedikationsnamen
Nach Tweeddale sind unter anderem der Mayottedrongo (Dicrurus waldenii), den Waldenmeisenhäherling (Actinodura waldeni) und der Waldenhornvogel (Aceros waldeni) benannt. Zudem widmeten Richard Bowdler Sharpe ihm 1877 den Azurfeenvogel (Irena tweeddalii) und Richard Crittenden McGregor 1908 eine Unterart des Rostkopf-Buschsängers (Cincloramphus timoriensis tweeddalei).

## Werke (Auswahl)
- XII. – Descriptions of some supposed New, or Imperfectly Described, Species of Birds. In: The Madras journal of literature and science. Band 13, Teil I und II, Nr. 31, 1844, 1845, S. 145–164 (biodiversitylibrary.org [abgerufen am 1. Juni 2015]).